# Böcklerpark

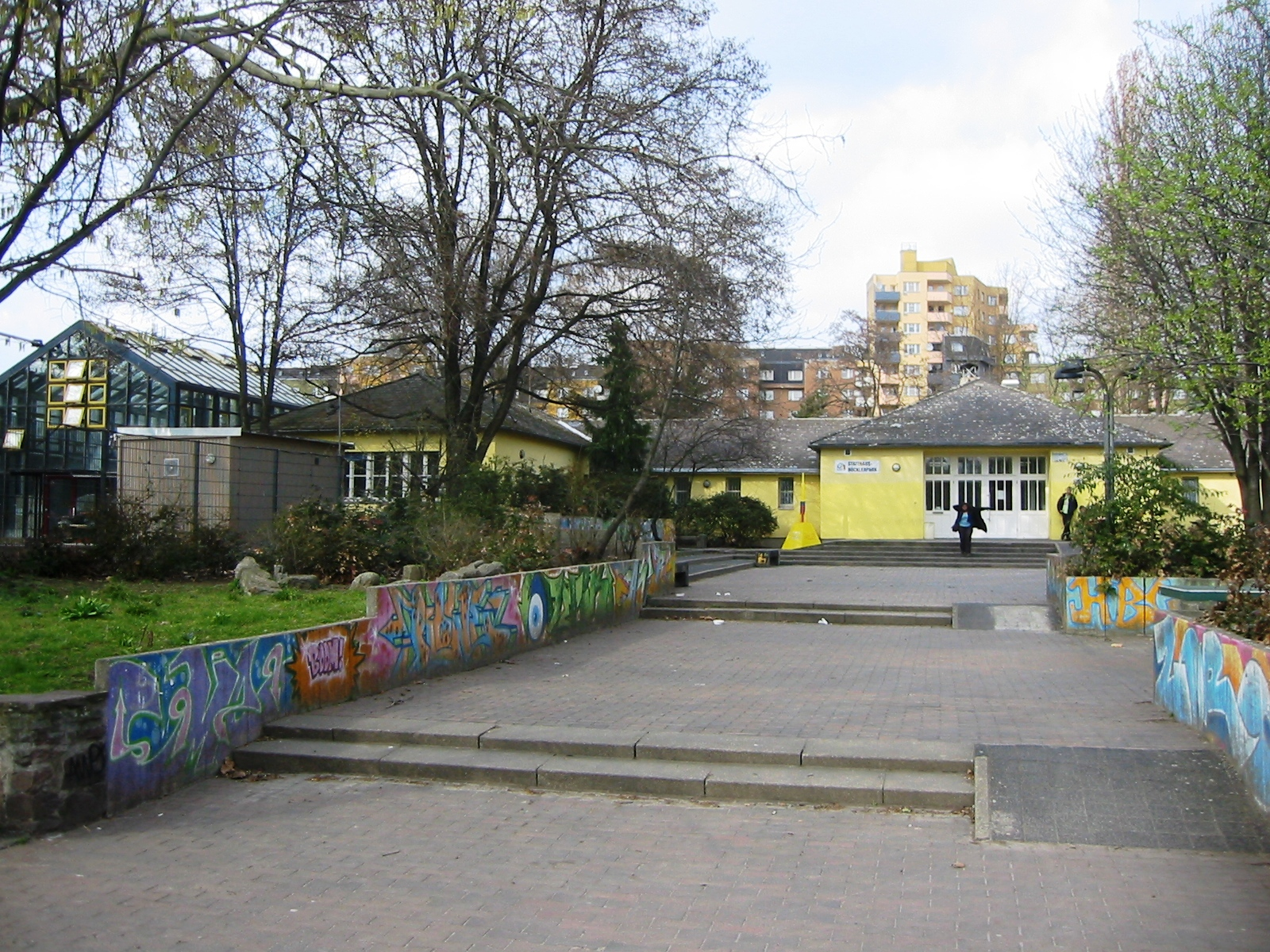
Statthaus Böcklerpark

Der Böcklerpark liegt im Berliner Ortsteil Kreuzberg am Urbanhafen des Landwehrkanals zwischen Böcklerstraße und Prinzenstraße.

## Geschichte
Das Ende der 1840er Jahre gebaute Gaswerk Hellweg wurde im Jahr 1922 stillgelegt. Nachdem die Gaswerke das Gelände der II. Städtischen Gaserleuchtungsanstalt aufgegeben hatten, legte Heinrich Wiepking-Jürgensmann einen Wiesenpark an. In der Zeit der NS-Diktatur erhielt er 1936 die Bezeichnung Harry-Anderssen-Park. Das SA-Mitglied Anderssen, ein Beamter der Preußischen Staatsbank, starb im September 1926 nach einer politisch motivierten Schlägerei mit KPD-Anhängern. Nach Kriegsende wurde der Name 1945 in Urbanpark geändert. Seit 1951 trägt er den Namen des ersten DGB-Vorsitzenden Hans Böckler.

## Nutzung
Im Park befinden sich einige Kinderspielplätze sowie seit 1978 der Wohnkomplex Böcklerpark, zu dem auch das Statthaus Böcklerpark gehört. Unter dem Motto Miteinander in Vielfalt hat man es sich zum Ziel gesetzt, ein Freizeitangebot für Kinder, Jugendliche und Erwachsene anzubieten. Im August 2011 stand das Statthaus Böcklerpark in Flammen. Grund dafür war eine neue gelegte Elektroleitung auf dem Dach. Fünf Feuerwehrstaffeln löschten den Brand im Statthaus. 100 Quadratmeter Dach brannten dabei ab. In Folge mussten Veranstaltungen, wie zum Beispiel die Wrestlingshow „GWF Berlin Wrestling Night“ abgesagt/verlegt werden.

## Sonstiges
Zum Gedenken an Hans Böckler wurde im Park eine Büste aus Bronze aufgestellt. Diese wurde jedoch in der Nacht vom 1. März auf den 2. März 2011 vermutlich von Metalldieben entwendet.